# Sul materialismo dialettico e storico
Sul materialismo dialettico e storico (in russo О диалектическом и историческом материализме?, O dialetičeskom i istoričescom matrializme), chiamato anche Materialismo dialettico e materialismo storico, è un saggio filosofico scritto da Iosif Stalin nel 1938.

## Contenuto
Stalin definisce il materialismo dialettico come "la visione del mondo del partito marxista-leninista". Il materialismo storico è interpretato come la "distribuzione delle disposizioni" del materialismo dialettico alla storia della società. Riconoscendo il ruolo di Hegel nella formulazione dei principi della dialettica, Marx chiede comunque di scartare il suo "involucro idealistico". Il significato del materialismo dialettico è considerare lo sviluppo come "il risultato dell'interazione di forze opposte", dove gli opposti formano un "tutto unico". In questo, la dialettica si oppone alla metafisica e lo stesso sviluppo agisce come un movimento progressivo. Tutti gli "oggetti della natura" sono attribuiti alla presenza di contraddizioni interne e alla mancanza di armonia, che viene postulata come naturale.
Considerando la storia, Marx individua i seguenti "periodi di sviluppo sociale":
- sistema primitivo
- sistema schiavista
- sistema feudale
- sistema capitalistico
- sistema socialista

Stalin percepisce il passaggio da un sistema all'altro come un "cambiamento qualitativo" o una rivoluzione. Quindi, per andare avanti, «è necessario non sorvolare sulle contraddizioni», ma «rivelarle».
Il materialismo, secondo Stalin, si oppone all'idealismo e afferma che "il mondo è per sua natura materiale", e che si basa sulla "materia", intesa come natura, essere e realtà oggettiva. La coscienza, nella sua essenza, è una "rappresentazione" e un "prodotto della materia", tuttavia non privo di perfezione. Allo stesso tempo, Stalin rifiuta la posizione di Kant "sull'inconoscibilità del mondo".
Considerando le idee sociali, Stalin giunge alla conclusione che sono un riflesso della "vita materiale della società". A seconda della corrispondenza con gli obiettivi di sviluppo, le idee sono o "obsolete" ("reazionarie") o "avanzate". Allo stesso tempo, sono importanti per il loro "lavoro di organizzazione, mobilitazione e trasformazione". Stalin rivela la "vita materiale della società" attraverso i concetti di "ambiente geografico" e "densità di popolazione", ma considera la chiave "metodo di produzione di beni materiali" o "metodo per guadagnarsi da vivere".
Il modo di produzione determina le specificità di un particolare periodo di sviluppo sociale. Stalin si riferisce ai "beni materiali" come "cibo, vestiti, scarpe, alloggi, carburante". Il modo di produzione implica, da un lato, gli strumenti di produzione (tecnologia) e le persone che insieme formano le forze produttive e, dall'altro, i "rapporti di produzione" (cooperazione/sfruttamento). È il modo di produzione che determina la storia. Dapprima cambiano gli strumenti del lavoro, poi le forze produttive, poi i rapporti di produzione. Stalin ha cercato di collegare l'ambiente geografico con gli strumenti di produzione nel concetto di "mezzi di produzione", che includeva anche terra, acqua, foreste e sottosuolo.

## Critiche
Dopo la sua pubblicazione, è stato elogiato in Unione Sovietica per aver elevato il materialismo dialettico a "livelli nuovi e superiori" e considerato "uno degli apici del pensiero marxista-leninista". È stato anche elogiato per la sua chiarezza e accessibilità, ed è stato definito "il primo lavoro accurato e dottrinalmente affidabile in questo campo". Anche la reputazione di Stalin crebbe, poiché era considerato un leader e un filosofo. Tuttavia, è stato più lodato per il fatto che ha scritto qualcosa sul materialismo dialettico e storico, poiché prima di questo lavoro non c'era un resoconto completo su questi concetti filosofici.
Mentre alcuni credono che Stalin non abbia aggiunto alcun pensiero originale ai concetti di materialismo dialettico o storico, Donoso aveva sostenuto che Stalin contribuì con qualche innovazione, discostandosi in modo significativo dalle visioni marxiste originali. Questi tre esempi sono la sua "maggiore enfasi che pone sull'influenza 'retroattiva' della sovrastruttura", sottolineando così l'importanza del partito, la sua "elaborazione delle leggi dello sviluppo in una società socialista senza classi" e il "grande accento che ha posto sul fattore 'nazionale'". Tuttavia, Jan Van Ree lo contesta, sostenendo che sono stati copiati o influenzati da Georgij Plechanov. È stato anche notato che Stalin non includeva una precedente legge del materialismo dialettico, la "negazione della negazione" e che riformulava la legge del cambiamento qualitativo in quantitativo. Inoltre Stalin negava l'esistenza del sistema di produzione Asiatico individuato da Marx, questa negazione era probabilmente dovuta alle analisi trotskiste su questo modo di produzione che molto si avvicinava al sistema di collettivismo burocratico staliniano.

## Edizioni
- Характер онтологического аспекта в диалектическом материализме, Sofia Press, 1975,  pp. 821-824. URL consultato l'8 marzo 2022.